# NGC 2390
NGC 2390 – gwiazda znajdująca się w gwiazdozbiorze Bliźniąt. Jej jasność to około 13m. Skatalogował ją Robert Ball 10 grudnia 1866 roku.